# Roselise Retel
Roselise Retel-Angloma (née le 27 juin 1973 à Capesterre-Belle-Eau) est une athlète française, spécialiste du triple saut.

## Biographie
Elle est sacrée champion de France du triple saut en 2002 et championne de France en salle en 2001.
Elle est la sœur cadette du lanceur de disque Jean-Claude Retel.